# Amathuxidia perinthas
Amathuxidia perinthas är en fjärilsart som beskrevs av Hans Fruhstorfer 1911. Amathuxidia perinthas ingår i släktet Amathuxidia och familjen praktfjärilar. Inga underarter finns listade i Catalogue of Life.